# 林重登
林 重登（はやし しげと、生没年不詳）は、戦国時代の人物。現在の愛知県春日井市上条町出身。林家14代目（今井兼平から数えて）で、父の林盛重の代までは尾張国春日井郡上条城主だったが、織田信長の支配下になったため農民になった。

## 概要
天正12年（1584年）小牧・長久手の戦いにあたって、池田恒興からの要請をうけて砦など旧跡の修理をし、道の案内をした。
天正14年（1586年）、豊臣秀吉は上条城や吉田城、小牧にある諸城を取り壊す事を条件に戦いが終えたため、上条城の天守閣を始めその他の建造物はほとんど壊された。その後、誰もいなくなった上条城に林重登が新たに屋敷を建てた。
戦後に豊臣秀吉は自ら兵を率いて竜泉寺の帰りに屋敷に来て少しの期間ここに滞在した。 慶長年間（1596年-1615年）に秀吉からこの時の礼に春日井郡57ヶ村の総代庄屋に指名されて大庄屋になった。林家はその後も代々庄屋を務めた。
慶長13年（1608年）に伊奈忠次の巡検を補佐し、伊奈忠次は礼に旧下街道沿いの土地を贈与した。